# Tjuhujiv
Tjuhujiv (ukrainsk: Чугуїв, Čuhujiv}) eller Chuguev (russisk: Чугугуев, Čugujev) er en ukrainsk by i Kharkiv oblast. Byen er administrativt centrum i Tjuhujiv rajon (distrikt). Den er vært for administrationen af Tjuhujiv hromada , en af Ukraines hromadaer.
Byen er en traditionel garnisonsby på bredden af floden Donets med 32.000 indbyggere (2019). Udover den egentlige by er den også opdelt i de to landsbyer Kluhyno-Bashkyriwka (Клугино-Башкирівка) og Vasyliv Chutir (Василів Хутір) (indtil 2016 Соцзмагання).
Syd for landsbyen løber Kharkiv-Balashov jernbanen.

## Historie
Byens grundlæggelsestidspunkt er omstridt, idet de historiske påstande varierer fra 1540 til 1627. Nogle akademikere mener, at byen blev bygget på ordre fra Ruslands første zar Ivan den Grusomme, der regerede fra 1547 til 1584.
Et militærfort blev bygget ved siden af byen i 1638 af ukrainske kosakker af Yakiv Ostryanyn (se Ostryanyn-opstanden) på ordre fra den moskovitiske zar Mikhail Fedorovich. En militær tilstedeværelse af en eller anden form i nærheden af Tjuhujiv har været til stede lige siden.

### Militær historie
Under Sovjetunionens regering blev basen et vigtigt militært træningscenter. Den har været hjemsted for det sovjetiske luftvåbens pilotakademi og Den Røde Hærs artilleriskole. Der er nu en ukrainsk luftvåbenbase nær byen. I september 2020 styrtede et ukrinsk militært transportfly ned undere landing på basen og 22 mennesker omkom.

### I dag
Der er otte skoler i Tjuhujiv (1.-11. klasse), hvor flere frivillige fra Fredskorpset har været ansat siden 2004.
Indtil 18. juli 2020 var Tjuhujiv indlemmet som en by af oblast betydning og centrum for Tjuhujiv Kommune. Kommunen blev nedlagt i juli 2020 som en del af den administrative reform i Ukraine, som reducerede antallet af raioner i Kharkiv oblast til syv. Området i Tjuhujiv Kommune blev slået sammen til Tjuhujiv raion.
Som en del af russiske invasion af Ukraine blev en beboelsesejendom beskudt af russiske styrker den 24. februar 2022. En 14-årig dreng blev dræbt.

## Galleri
- Ilya Repin monument
- Militærbolig
- Theotokos ikon kirken
- Byens centrum
- Indkøbscenter
- Katedral fra starten af 1800-tallet
- Ilya Repin's hus
- Tidligere rådhus
- Tjuhujiv omkring 1910